# Torre dei Gambulini

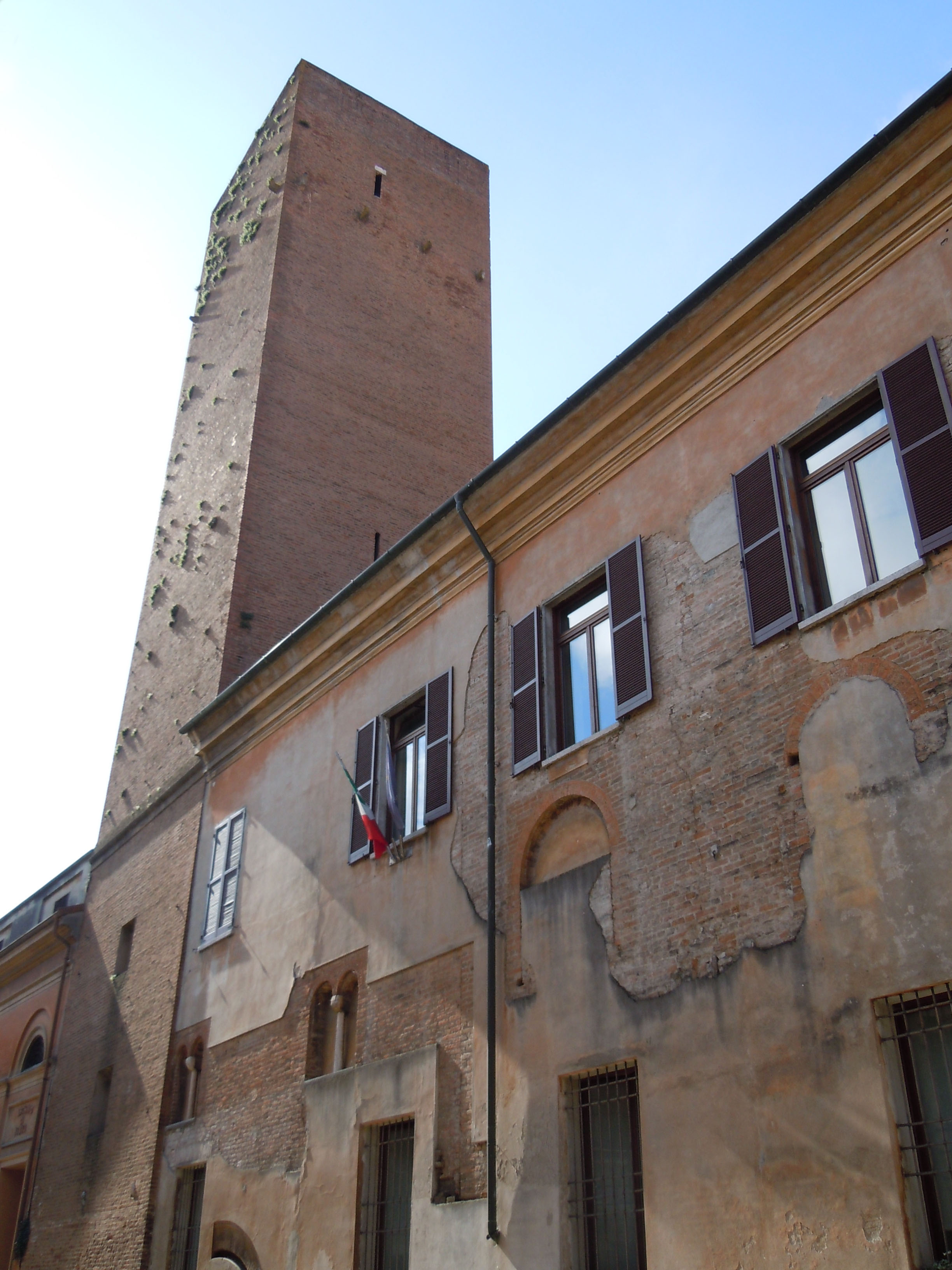
Torre dei Gambulini, Mantua

Die Torre dei Gambulini (oder der Santissima Trinità) ist ein mittelalterliches Gebäude in der Via Ardigò in Mantua, in unmittelbarer Nähe der Piazza Broletto und der Piazza delle Erbe.

## Beschreibung
Der Turm, der nach der berühmten Familie benannt ist, wurde von 1056 bis 1226 erbaut. Die Familie Gambulini trat ihn an die Familie Ripalta ab, die ihn wiederum im Jahr 1249 an die Familie Da Oculo verkaufte. Im Jahr 1289 ging es in den Besitz von Guido Corradi über, dem Vater von Luigi I. Gonzaga, der in zweiter Ehe Tommasina di Ottobuono Da Oculo heiratete.
Der Turm mit dem dazugehörigen Palast (heute Archivio di Stato di Mantova) ging an Rodolfo Gonzaga di Castiglione über, der ihn seinem Sohn Luigi Alessandro Gonzaga di Castiglione, Markgraf von Castel Goffredo, vermachte. Aloisio bewohnte den Palast nach seiner Heirat im Jahr 1519 mit Ginevra Rangoni und ließ die Innenräume mit Gemälden des Veroneser Malers Giovanni Maria Falconetto ausstatten. Hier starb am 30. November 1526 der Condottiere Giovanni dalle Bande Nere an den Folgen seiner Verwundungen, die er bei Governolo in der Schlacht gegen die Landsknechte erlitten hatte.
Das Gebäude blieb bis 1569 im Besitz der Gonzaga di Castiglione mit Markgraf Ferdinando I. Gonzaga di Castiglione, Vater von Aloisius von Gonzaga. Im Jahr 1584 wurde es von den Jesuiten erworben und in ein Kloster und Internat umgewandelt. Zu Beginn des 19. Jahrhunderts wurde der Turm für die Einführung des Telegrafen genutzt, und im Jahr 1868 gingen die Gebäude in den Besitz des italienischen Staates über, der sie in ein Staatsarchiv umwandelte.
Im Jahr 2010 wurde ein Projekt zur Errichtung einer Aussichtsterrasse auf dem Turm vorgestellt.